# ستانلي براون
ستانلي براون (15 مارس 1907 في المملكة المتحدة - 15 يونيو 1978 في المملكة المتحدة) (بالإنجليزية: Stanley Brown)‏ هو لاعب كريكت بريطاني (وحمل سابقاً جنسية المملكة المتحدة لبريطانيا العظمى وأيرلندا). لعب مع نادي مارليبون للكريكت ‏ وWiltshire County Cricket Club ‏.

## وصلات خارجية
- ستانلي براون على موقع أرشيف الشارخ.
- ستانلي براون على موقع إي آس بي آن كريك إنفو (الإنجليزية)